# Ceratuncus affinitella
Ceratuncus affinitella är en fjärilsart som beskrevs av Hans Rebel 1901. Ceratuncus affinitella ingår i släktet Ceratuncus och familjen äkta malar. Inga underarter finns listade i Catalogue of Life.